# Котнырево
 Котнырево  — деревня в Глазовском районе Удмуртии в составе  сельского поселения Октябрьское.

## География
Находится на расстоянии примерно 11 км на юг-юго-восток по прямой от центра района города Глазов. 

## История
Известна с 1710 года как починок Котнырской с 3 дворами, в 1764 году в деревне Котнырской 141 житель, в 1802 21 двор. В 1873 году здесь (Котныровская или Котнырово) дворов 23 и жителей 229, в 1905 (Котныровская или Котгурт) 50 и 472, в 1924 63 и 413. В советское время работал колхоз «Союз».

## Население
Постоянное население  составляло 16 человек (удмурты 100%) в 2002 году, 12 в 2012.